# The Godfather Part III (soundtrack)
The Godfather Part III is de originele soundtrack, gecomponeerd door Carmine Coppola voor de film The Godfather Part III uit 1990 van Francis Ford Coppola. Het album werd uitgebracht op 18 december 1990 door Columbia Records.

## Achtergrond
De originele muziek is gecomponeerd, gearrangeerd en gedirigeerd door Carmine Coppola. Aanvullende muziek en thema's zijn van Nino Rota. Tracks 13 tot en met 16 zijn fragmenten uit "Cavalleria Rusticana" die zijn uitgevoerd door het koor en orkest van de Accademia Musicale Italiana (AMIT) onder leiding van dirigent Anton Coppola en koorleider Gianni Lazzari.

## Tracklijst
| 1.                 | "Main Title"                                                                                           | Nino Rota                        | 0:42 |
| 2.                 | "The Godfather Waltz"                                                                                  | Nino Rota                        | 1:10 |
| 3.                 | "Marcia Religiosa"                                                                                     | Carmine Coppola                  | 2:51 |
| 4.                 | "Michael's Letter"                                                                                     | Nino Rota                        | 1:08 |
| 5.                 | "The Immigrant" / "Love Theme from The Godfather Part III"                                             | Carmine Coppola / Nino Rota      | 2:36 |
| 6.                 | "The Godfather Waltz"                                                                                  | Nino Rota                        | 1:24 |
| 7.                 | "To Each His Own" (Performed by Al Martino)                                                            | Jay Livingston / Ray Evans       | 3:21 |
| 8.                 | "Vincent's Theme"                                                                                      | Carmine Coppola / Nino Rota      | 1:49 |
| 9.                 | "Altobello"                                                                                            | Carmine Coppola / Nino Rota      | 2:10 |
| 10.                | "The Godfather Intermezzo"                                                                             | Carmine Coppola / Nino Rota      | 3:22 |
| 11.                | "Sicilian Medley: Va, Pensiero / Danza Tarantella / Mazurka (Alla Siciliana)"                          | Giuseppe Verdi / Carmine Coppola | 2:10 |
| 12.                | "Promise Me You'll Remember (Love Theme from The Godfather Part III)" (Performed by Harry Connick jr.) | Carmine Coppola / John Bettis    | 5:11 |
| 13.                | "Preludio and Siciliana" (Excerpt from "Cavalleria Rusticana")                                         | Pietro Mascagni                  | 8:15 |
| 14.                | "A Casa Amiche" (Excerpt from Cavalleria Rusticana)                                                    | Pietro Mascagni                  | 1:59 |
| 15.                | "Preghiera" (Excerpt from Cavalleria Rusticana)                                                        | Pietro Mascagni                  | 5:30 |
| 16.                | "Finale" (Excerpt from Cavalleria Rusticana)                                                           | Pietro Mascagni                  | 8:12 |
| 17.                | "Coda: The Godfather Finale" (Violin soloist: Murray Adler)                                            | Nino Rota                        | 2:27 |
| Totale duur: 54:16 | |                                  |      |

## Prijzen en nominaties
| Jaar | Prijs                 | Categorie              | Genomineerde(n)                                                               | Uitslag     |
| ---- | --------------------- | ---------------------- | ----------------------------------------------------------------------------- | ----------- |
| 1991 | Academy Award (Oscar) | Beste originele nummer | Muziek: Carmine Coppola, tekst: John Bettis voor "Promise Me You'll Remember" | Genomineerd |
| 1991 | Golden Globe          | Beste originele muziek | Carmine Coppola                                                               | Genomineerd |
| 1991 | Golden Globe          | Beste origineel nummer | Muziek: Carmine Coppola, tekst: John Bettis voor "Promise Me You'll Remember" | Genomineerd |